# Rocca (région)
Pour les articles homonymes, voir Rocca.
La Rocca est une région du sud de la Corse (fréquemment appelée Sartenais). Elle a pour capitale Sartène.

## Géographie

### Situation
La Rocca est une région essentiellement littorale de Corse-du-Sud. Elle désigne la basse vallée du Rizzanese et de ses affluents (Chiuvone et Fiumicicoli) ainsi que les vallées du Baraci et de l'Ortolo.

### Composition
La Rocca comprend les communes de :
- Arbellara
- Belvédère-Campomoro
- Bilia
- Foce
- Fozzano
- Giuncheto
- Granace
- Grossa
- Olmeto
- Propriano, y compris Tivolaggio
- Santa-Maria-Figaniella
- Sartène, y compris Mola, Serraggia et Tizzano
- Viggianello

ainsi qu'une partie de la commune de Sainte-Lucie-de-Tallano (comprenant Orio et Chialza).

## Histoire
Au Moyen Âge, la Rocca appartenait à la terra di Signori. Elle était l'une des seigneuries relevant de l'autorité de 5 ou 6 familles connues sous le nom générique de Cinarchesi. Le pouvoir de ces familles seigneuriales s'appuyait sur un réseau relativement dense de petites forteresses perchées sur des pitons granitiques. Le château principal est généralement le château éponyme de la famille - de Leca, d'Istria, d'Ornano ou de la Rocca -. La plupart d'entre eux sont détruits ou déclassés à la fin du XVe siècle ou au début du XVIe siècle par l'Office de Saint Georges. 
Au début du XVe siècle les territoires seigneuriaux de Lisa et de Laitali disparaissent, le premier devenant possession des Leca, et le dernier intégrant la Rocca.
Selon le registre de tailles de 1537, existait entre le bassin du Rizzanese et la vallée de l'Ortolo de nombreux villages dont certains peuvent être considérés comme de grosses agglomérations rurales. Jusque dans la première moitié du XVIe siècle un relatif équilibre se maintient entre les pièves « littorales » et les pièves « montagnardes ». Les deux pièves de l'Alta Rocca, Scopamène et Carbini, regroupaient environ 600 feux (327 pour la première et 227 pour la seconde) tandis que les deux pièves du littoral, Viggiani et Sartène, comptaient un peu plus de 500 feux (respectivement 284 et 226 feux). La piève d'Attala, en position centrale, approchait à elle seule les 300 feux. « Cet équilibre est pourtant menacé et la précarité du peuplement apparaît dans l'extrême sud, sur le littoral tyrrhénien, ainsi qu'entre l'embouchure de l'Ortolo et celle du Rizzanese avec le développement de la vieille piève médiévale de Bisogeni. Dans la seconde moitié du XVIe siècle, l'espace humanisé de la Rocca va se rétracter au nord d'une ligne formée par le cours du Rizzanese et de son affluent, le Fiumicicoli, tandis qu'au sud ne subsiste qu'un seul bourg fortifié, celui de Sartène ». 
Un grand nombre de villae et de villette médiévales a disparu, dont le village de l'Ortolo et trois autres dans l'ancienne pieve de Bisogeni. Leur population se sont réfugiés sur la ville fortifiée de Sartène. Parmi les phénomènes bien connus ayant entraîné la désertification ou l'abandon de sites, (malaria, ravages dus aux guerres intestines de caractère féodal ou de celles opposant les derniers grands féodaux à la puissance génoise qui pratiqua la terre brûlée ou encore les invasions barbaresques responsables de pillages, destructions et de l'installation d'un climat d'insécurité dans les zones littorales), la pratique de l'espace par une population à dominante pastorale et familière de la transhumance semble toutefois évidente.
Dès le XVIIe siècle, les plaines littorales font l'objet d'une reconquête. Les Zicavais descendent de leur montagnes pour occuper plusieurs sites dont Bilia, Grossa, Belvedère et Foce. Les populations de l'Alta Rocca investissent le sud de l'île à l'exception de l'extrême-sud.